# پاوان (فوره)

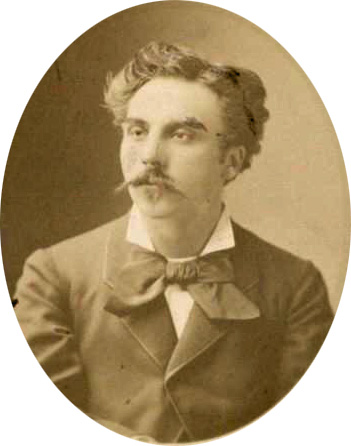
تصويري از گابريل فوره در سال ۱۸۷۵

پاوان (انگلیسی: Pavane) در فا دیز مینور اپوس ۵۰، یک «پاوان» ساختهٔ آهنگساز فرانسوی گابریل فوره است که در سال ۱۸۸۷ نوشته شده‌است.
این قطعه در اصل یک قطعهٔ پیانویی است ولی بیشتر به عنوان نسخه ارکستری فوره به همراه کر اختیاری، شناخته شده‌است.
پاوان، دارای ریتمی بر گرفته از رقص عاشقانه و آهسته اسپانیایی در صفوف منظم به همین اسم، جزر و مدی است از دنباله‌های هارمونیک
و ملودیک اوجها، که باعث ظرافت فراموش نشدنی دوران زیبا است.
قطعه برای ارکستری ساده و معتدل دارای سازهای زهی و یک جفت از هر فلوت، ابوا، کلارینت، باسون و هورن نت نویسی شده‌است.
یک اجرای معمول، حدود ۶ دقیقه به طول می‌انجامد.